# Leptura longeattenuata
Leptura longeattenuata är en skalbaggsart som beskrevs av Maurice Pic 1939. Leptura longeattenuata ingår i släktet Leptura och familjen långhorningar. Inga underarter finns listade i Catalogue of Life.